# Карло IV Малатеста
Карло IV Малатеста (на италиански: Carlo IV Malatesta; * 23 октомври 1480, †  24 февруари 1508, Кадоре) е италиански кондотиер.

## Произход
Той е извънбрачен син на Роберто Малатеста (* 1440 или 1442, † 1482), кондотиер, господар на Римини (1468 – 1482), и на Елизабета Алдобрандини. Узаконен е от папа Сикст IV през 1482 г. заедно с брат си Пандолфо. Негови баба и дядо по бащина линия са Сиджизмондо Пандолфо Малатеста, господар на Римини и на Фано, и метресата му Ванета Тоски от Фано, а по майчина – Обицо Алдобрандини от Равена. Има един брат:
- Пандолфо IV, наречен Пандолфачо (* 1475, † 1534), кондотиер, господар на Римини, Фано и др., съпруг на Виоланта Бентивольо, дъщеря на Джовани II Бентивольо, господар на Болоня

Има и двама природени братя и две природени сестри от извънбрачни връзки на баща си.

## Биография
Посветен в рицар от Алфонсо, херцог на Калабрия през 1486 г. по време на престоя му в Римини. През 1492 г. е изпратен във Ферара, за да се обучава във военно дело в компанията на синовете на херцог Ерколе I д’Есте.
Изявява се като добър военен и след като отстъпва господството на Римини на брат си Пандолфо, отива на заплата на Венецианската република. С нея сключва вечен договор за кондотиерство през 1503 г. за 500 дуката годишно, потвърден през 1507 г. 
През 1504 г. е изпратен в Кадоре (днес историческа област в провинция Белуно), окупирано от войската на император Максимилиан I. След отчаяна борба успява в начинанието, но при влизането си в крепостта е убит от камъни на 4 февруари 1508 г. Венецианската република в знак на признателност поверява дружината му на брат му Пандолфо, за да я управлява до навършване на пълнолетие на синовете на убития. С декрет на Сената на синовете му са дадени пенсии от 500 дуката.

## Брак и потомство
∞ 1505 за Куирина Градениго, дъщеря на Федерико Градениго, от която има двама сина:
- Джироламо Малатеста (* 17 май 1507, † 1583), подест на Кастелбалдо, член на Магистратурата на 20-те мъдреци, която се занимава с публично право; ∞ 1. за Камила, дъщеря на Антонио Бузинело, 2. За Паола, дъщеря на Анджоло Дзакарото от Падуа, от която има шест сина
- Роберто Малатеста († 10 септември 1579), кондотиер; ∞ 1535 за Акуилина, дъщеря на Паоло Буонфио от Падуа, вдовица на граф Бернардино Фортебрачо, от която има син и дъщеря